# Raiffeisen-Volksbank Ebersberg
Die Raiffeisen-Volksbank Ebersberg eG mit Sitz in Grafing bei München ist ein genossenschaftliches Kreditinstitut in Bayern. Die Bank gehört dem Genossenschaftsverband Bayern und darüber hinaus dem Bundesverband der Deutschen Volksbanken und Raiffeisenbanken an.

## Geschichte
Am 14. November 1900 wurde auf Anregung des Grafinger Brauereibesitzers Josef Schlederer und des Kaufmanns Franz X. Arnold der Darlehenskassenverein der Pfarrei Grafing eGmuH gegründet. 1940 erfolgte der Zusammenschluss mit der 1925 gegründeten Spar- und Darlehenskasse Ebersberg und gleichzeitig die Umfirmierung in Volksbank Grafing eGmbH. In den folgenden Jahrzehnten fusionierte die Bank weiter, unter anderem mit den Raiffeisenkassen Straußdorf und Frauenneuharting. Im Jahr 2005 erfolgte die Fusion mit der Raiffeisenbank Glonn-Aßling-Steinhöring eG. Seitdem firmiert die Bank unter Raiffeisen-Volksbank Ebersberg eG. Im Jahr 2022 fusionierte die Raiffeisen-Volksbank Ebersberg eG mit der Raiffeisenbank Zorneding eG.

## Geschäftsgebiet

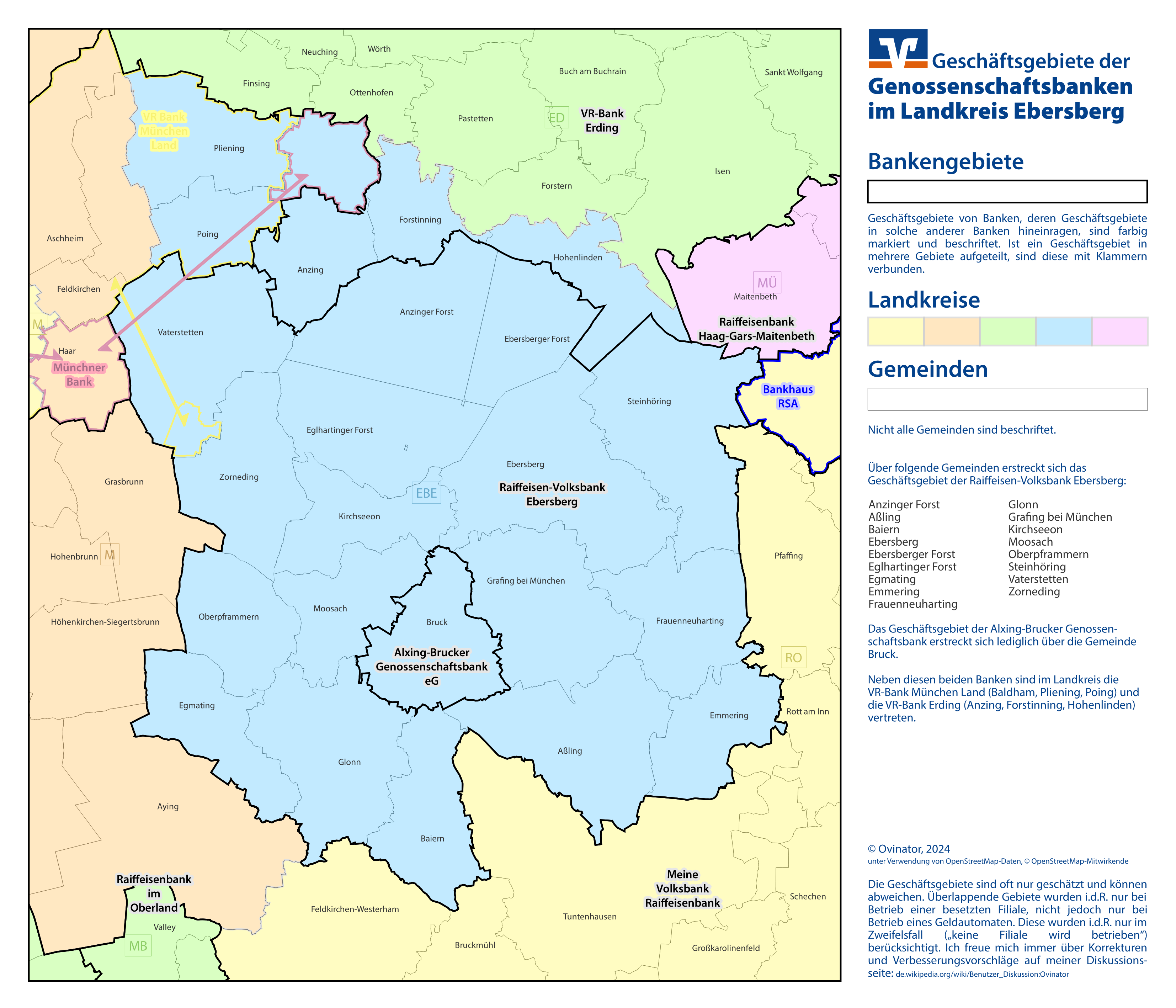
Geschäftsgebiet

Das Geschäftsgebiet der Bank liegt im Landkreises Ebersberg. Das Geschäftsstellennetz der Bank beinhaltet zehn Geschäftsstellen in Aßling, Baldham, Ebersberg, Glonn, Grafing, Kirchseeon, Oberpframmern, Steinhöring, Vaterstetten und Zorneding.

## Geschäftszweige
Neben dem eigentlichen Bankgeschäft betreibt die Raiffeisen-Volksbank Ebersberg eG ein Warengeschäft. Die Raiffeisen Ware ist an den Standorten Aßling, Glonn und Zorneding-Pöring vertreten.

## Organe
Die Raiffeisen-Volksbank Ebersberg eG ist eine eingetragene Genossenschaft. Ihr höchstes Organ ist die Vertreterversammlung, welche den Aufsichtsrat wählt.

## Mitgliedschaft
Stand 31. Dezember 2022 betreut die Raiffeisen-Volksbank Ebersberg eG 40.749 Kunden, davon sind 16.485 Mitglieder der Genossenschaftsbank. Hauptzweck der Genossenschaft ist die wirtschaftliche Förderung und Betreuung ihrer Mitglieder. Gemäß Satzung wählen die Mitglieder im vierjährigen Turnus aus ihren Reihen Vertreter. Die Vertreterversammlung tagt jährlich und nimmt wichtige, in der Satzung geregelte Aufgaben wahr.

## Genossenschaftliche Finanz-Gruppe
Die Bank ist Teil der genossenschaftlichen FinanzGruppe Volksbanken Raiffeisenbanken und Mitglied beim Bundesverband der Deutschen Volksbanken und Raiffeisenbanken (BVR) sowie dessen Sicherungseinrichtung. Der gesetzliche Prüfungsverband ist der Genossenschaftsverband Bayern (GVB).
- DZ BANK
- DZ Hyp
- Münchener Hypothekenbank
- Bausparkasse Schwäbisch Hall
- R+V Versicherung
- Union Investment Gruppe
- VR Leasing Gruppe
- easy Credit (Teambank)
- DZ Privatbank
- Reisebank
- VR Smart Finanz